# Cantó de Mézières-Est
El cantó de Mézières-Est és un cantó francès del departament de les Ardenes, situat al districte de Charleville-Mézières. Compta amb 1 municipi i part del de Charleville-Mézières.

## Municipis
- Charleville-Mézières (part)
- La Francheville

## Història
| Data d'elecció                           | Identitat       | Partit | Qualitat |
| ---------------------------------------- | --------------- | ------ | -------- |
| 1973-1976                                | M. Pétrisot     | PCF    |          |
| 1976-1982                                | Roger Mas       | PS     |          |
| 1982-1998                                | Lucien Bauchart | PS     |          |
| 1998-2001                                | Claudine Ledoux | PS     |          |
| 2001-                                    | Bruno François  | PS     |          |
| les dades anteriors no són pas conegudes |                 |        |          |
|                                          |                 |        |          |

## Demografia
| A partir de 1990: Població sense dobles comptes |